# Push Push
Push Push è il primo singolo del gruppo musicale sudcoreano Sistar, pubblicato nel 2010 dall'etichetta discografica Starship Entertainment insieme a LOEN Entertainment.

## Il disco
Il teaser fu diffuso il 31 maggio 2010, mentre il singolo e il video ufficiale furono pubblicati il 3 giugno. Il 22 agosto 2010 fu pubblicato il video di prova del pezzo "Push Push". Solamente la seconda e la terza traccia vennero poi inserite nel primo album discografico della band, So Cool.
"Push Push" debuttò alla nona posizione della Gaon Singles Chart. Le promozioni iniziarono il 4 giugno. Il brano "Push Push" fu utilizzato come traccia promozionale nelle loro performance nei programmi M! Countdown, Music Bank, Show! Music Core e Inkigayo.

## Tracce
1. Here We Come – 1:08 (Brave Brothers)
2. Push Push – 3:08 (Brave Brothers)
3. Oh Baby – 3:07 (Brave Brothers)
4. Push Push (Inst.) – 3:08 (Brave Brothers)

## Formazione
- Bora – rapper
- Hyolyn – voce, rapper
- Soyou – voce
- Dasom – voce